# Gian-Carlo Coppola
Gian-Carlo Coppola (* 17. September 1963 im Los Angeles County, Kalifornien; † 26. Mai 1986 in Annapolis, Maryland) war ein US-amerikanischer Filmschauspieler und Filmproduzent.

## Leben
Gian-Carlo Coppola – ältester Sohn des Filmregisseurs Francis Ford Coppola und der Regisseurin, Drehbuchautorin sowie Künstlerin Eleanor Coppola – war der Bruder von Roman und Sofia Coppola sowie ein Cousin von Nicolas Cage.
1972 Der Pate, 1974 Der Dialog und 1979 Apocalypse Now waren drei Spielfilme seines Vaters, in denen Coppola in kleinen Rollen mitwirkte. 1983 war er sowohl an Die Outsider als auch an Rumble Fish als Herstellungsleiter an der Filmproduktion beteiligt.
Coppola war mit Jacqui De La Fontaine verheiratet. Während des zweiten Schwangerschaftsmonats seiner Ehefrau kam Gian-Carlo Coppola bei einem von Griffin O’Neal verursachten Bootsunfall in der Chesapeake Bay im Alter von 22 Jahren ums Leben. Sein Grab befindet sich auf dem San Fernando Mission Cemetery in Mission Hills, Los Angeles. Seine Tochter Gia Coppola wurde am 1. Januar 1987 geboren.